# Norman McLaren
Norman McLaren (Stirling, 11 de abril de 1914 — Montreal, 27 de janeiro de 1987) foi um dos mais importantes animadores escoceses voltados para a animação artística, teve a maioria de seus trabalhos patrocinado pela "Secretaria Nacional de Cinema do Canadá", onde realizou grandes obras. Uma das técnicas pela qual ficou consagrado foi a de fazer animação direto na película, riscando e desenhando, tudo isso ao som de jazz, do qual era muito fã.

## Biografia
Nascido na Escócia, entrou na faculdade de Belas Artes de Glasgow em 1932 e rapidamente desenvolveu uma paixão pela sétima arte.
Começou sua carreira de diretor de filmes em 1934, e já no ano seguinte dois de seus filmes ganharam prêmios no festival amador de cinema da Escócia, e pela grande qualidade impressionou um dos membros do júri que o chamou para trabalhar na General Post Office Film Unit in London, local onde Len Lye (animador que usou técnicas semelhantes) trabalhou também, mas os dois não chegaram a se conhecer.
Durante a guerra civil espanhola, em 1936, McLaren trabalhou como cameraman na Espanha. Tal experiência o assombrou e, percebendo a iminência da guerra, mudou-se para os Estados Unidos em 1939.
Em 1941 McLaren juntou-se ao NFB criando suas obras mais famosas. Sua obra-prima foi Neighbours (Vizinhos), de 1952, que mostra a irracionalidade do homem através de uma mensagem política, contra a violência. Foi premiado com o Oscar de melhor curta-metragem em live action de 1953.

## Filmes
- Hen-Hop (1942)
- Era uma vez uma cadeira - no original A Chairy Tale (1957)